# Nagyszokoly, Tolna
Nagyszokoly  este un sat în districtul Tamás, județul Tolna, Ungaria, având o populație de 907 locuitori (2011). 

## Demografie
Componența etnică a satului Nagyszokoly
     Maghiari (85,4%)
     Romi (13,94%)
     Germani (0,67%)
Componența confesională a satului Nagyszokoly
     Romano-catolici (48,95%)
     Reformați (16,65%)
     Fără religie (7,83%)
     Luterani (2,43%)
     Necunoscută (23,48%)
     Alte religii (1,76%)
Conform recensământului din 2011, satul Nagyszokoly avea 907 locuitori. Din punct de vedere etnic, majoritatea locuitorilor (85,4%) erau maghiari, cu o minoritate de romi (13,94%). Nu există o religie majoritară, locuitorii fiind romano-catolici (48,95%), reformați (16,65%), persoane fără religie (7,83%) și luterani (2,43%). Pentru 23,48% din locuitori nu este cunoscută apartenența confesională.